# فرهنگستان دولتی مدیریت بحران
فرهنگستان دولتی مدیریت بحران (ارمنی: Ճգնաժամային Կառավարման Պետական Ակադեմիա; انگلیسی: Crisis Management State Academy) در سال ۱۹۹۲ بنیانگذاری شده است و متعهد به آموزش حرفه‌ای در زمینه ایمنی در برابر آتش، ماشین‌آلات ماموریت‌های نجات، مدیریت ریسک، عملیات‌های امنیتی، دفاع غیرنظامی و عملیات‌های نجات است و برنامه‌های کارشناسی و کارشناسی ارشد ارائه می‌دهد